# M-84
M-84는 유고슬라비아에서 1980년대에 개발된 제3세대 주력 전차이다. 소련에서 개발된 T-72를 베이스로 삼고있다.

## 개요
외관상으로는 포탑 상부를 뒤따르는 통 모양의 환경 센서가 특징이다. M-84는 유고슬라비아 인민군에 채용되어 1984년부터 부대 배치를 했다. 유고슬라비아 전쟁 등에서는 분열한 각 공화국에 사용되었다. 현재는 크로아티아, 슬로베니아, 세르비아, 보스니아의 스르프스카 공화국에서 사용되고 있다. 또 일부의 나라에서는 M-84의 근대화 개수나 발전형의 개발을 하고 있다. 이 외 중동 방면에도 수출되었다. 걸프 전쟁에 대하고는 전쟁 전에 발주되고 있던 발전형의 M-84 AB가 사우디아라비아에 대피한 쿠웨이트군에 배치되었다. 걸프 전쟁전에도 일부가 도착이 끝난 상태였지만, 진공한 이라크군에 의해 파괴되었다. 새롭게 공급된 M-84 AB는, 본국 탈환을 위해 이라크군과 싸웠다. 후에, 이라크전쟁 후의 신생 이라크군에도 배치되고 있다. 리비아와 시리아에도 수출될 예정이었지만, 실현되지 않았다.

## 운용국
- 세르비아 - 212대
- 크로아티아 - 72대
- 슬로베니아 - 54대
- 스릅스카 공화국
- 쿠웨이트 - 149대
- 이라크

## 같이 보기
- T-72